# Kreuders Hof

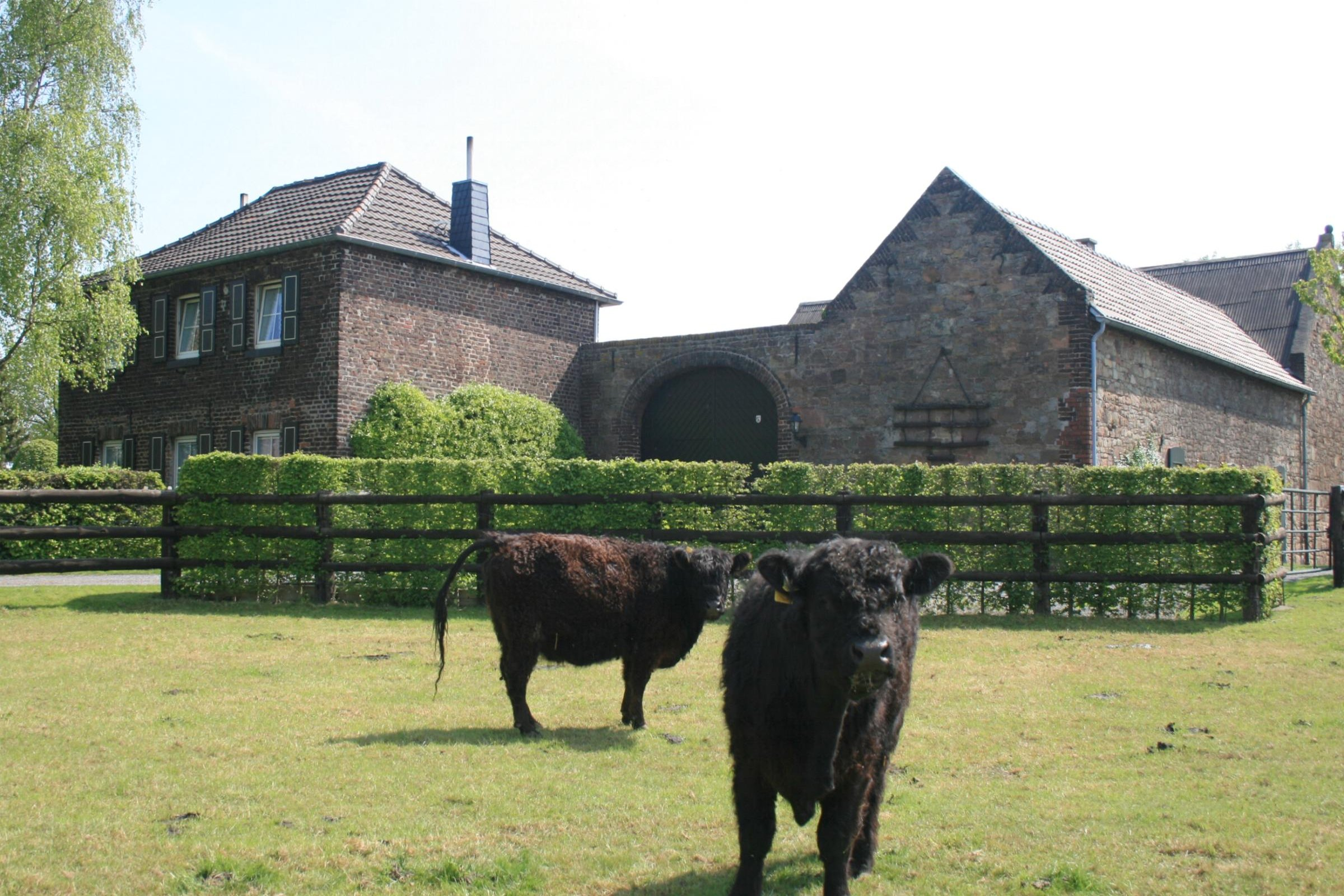

Der Kreuders Hof steht im Dürener Stadtteil Gürzenich in Nordrhein-Westfalen, Birgeler Straße 40. 
Der Hof wurde in der Mitte des 19. Jahrhunderts erbaut. Er liegt im Bereich der Vorburg der ehemaligen Burg Gürzenich. Es handelt sich um eine Vierkanthofanlage mit einem zweigeschossigen Wohnhaus mit Walmdach. Es ist aus Backstein gemauert. An der Hofseite ist im Obergeschoss Fachwerk mit ausgemauerten Gefachen zu sehen. Die Remise besteht aus wiederverwendeten Bruchsteinen und Sandsteinquadern der ehemaligen Gürzenicher Burg. 
Das Bauwerk ist unter Nr. 6/004 in die Denkmalliste der Stadt Düren eingetragen.